# 越難越愛
《越難越愛》（英語：Love Is Not Easy）是由香港女歌手吳若希演唱、徐洛鏘作曲、張美賢填詞、嚴勵行編曲的歌曲，歌曲收錄於專輯《越難越愛 Love Collection 精選》，亦是電視廣播有限公司2014年播出之電視劇《使徒行者》以及2023年播出之電視劇《香港人在北京》片尾曲。此曲不只有粵語版，還另有國語和越南語版本。
此曲推出後大受歡迎，YouTube片段Official MV（1800萬）及Official Audio（410萬）點擊率合共超過2200萬的點擊率，於iTunes連續多日奪得冠軍位置，更於KKBOX連續四個多月奪得冠軍位置（8月發行至到21/12/2014），成為熱門銷量的歌曲之一，是吳若希的代表作之一。

## 獎項

### 粵語版
- TVB 馬來西亞星光薈萃頒獎典禮2014 - 最喜愛TVB劇集歌曲
- 2014年度YAHOO!搜尋人氣大獎 - 人氣歌曲
- 第14屆全球華語歌曲排行榜 - 20大金曲
- 音樂先鋒榜2014 - 最佳影視歌曲
- 2014年勁歌金曲優秀選第二回 - 得獎歌曲
- 萬千星輝頒獎典禮2014 - 「最受歡迎劇集歌曲」[2]
- 2014年度新城勁爆頒獎禮 - 「新城勁爆歌曲」[3]
- 第三十七屆十大中文金曲 - 「十大中文金曲頒獎音樂會十大中文金曲獎」[4]
- 2014年度勁歌金曲 - 「勁歌金曲獎」、金曲金獎[5]

### 國語版
- 2014年TVB8金曲榜頒獎典禮 - 「金曲獎」[6]
- 2014年TVB8金曲榜頒獎典禮 - 「金曲金獎」[6]

### 越南語版
官方名稱是《Càng khó càng yêu》，坊間普遍稱之為《越南越愛》。
- YouTube上的越南越愛

## 流行文化
在2015年播映的偶像動畫《星光樂園》粵語配音版第34話中，角色「南美莉」(聲:凌晞)所構思的歌詞為《越難越愛》的惡搞。
在2017年播映的TVB電視劇《老表，畢業喇！》中，王祖藍所飾演角色「蔡芯」為「推廣」其產品「蔡芯咖哩魚蛋」，便仿效吳若希的歌曲《越難越愛》般，創作出以「咖哩魚蛋」為歌詞的惡搞歌曲《越辣越愛》，並拍攝了音樂影片， 而王祖藍亦曾以「蔡芯」造型邀請吳若希合唱。
2018年，《越難越愛》MV在YouTube頻道上破1千萬觀看人次，成為首位星夢娛樂歌手擁有千萬觀看人次的MV。
2021年，無綫電視劇《青春本我》中，原唱吳若希飾演的「嚴悅蘭」在劇中演唱《越難越愛》的惡搞版本歌曲《學海無涯 越難越愛》。
2023年，無綫電視劇《香港人在北京》中，原唱吳若希飾演的「鄺海倫」在劇中參加歌唱比賽原定演唱本曲，其後可能嫌不夠「積極進取」，臨時改唱好友吳業坤首本名曲《陽光點的歌》。

## 外部連結
- YouTube上的